# Southern GT

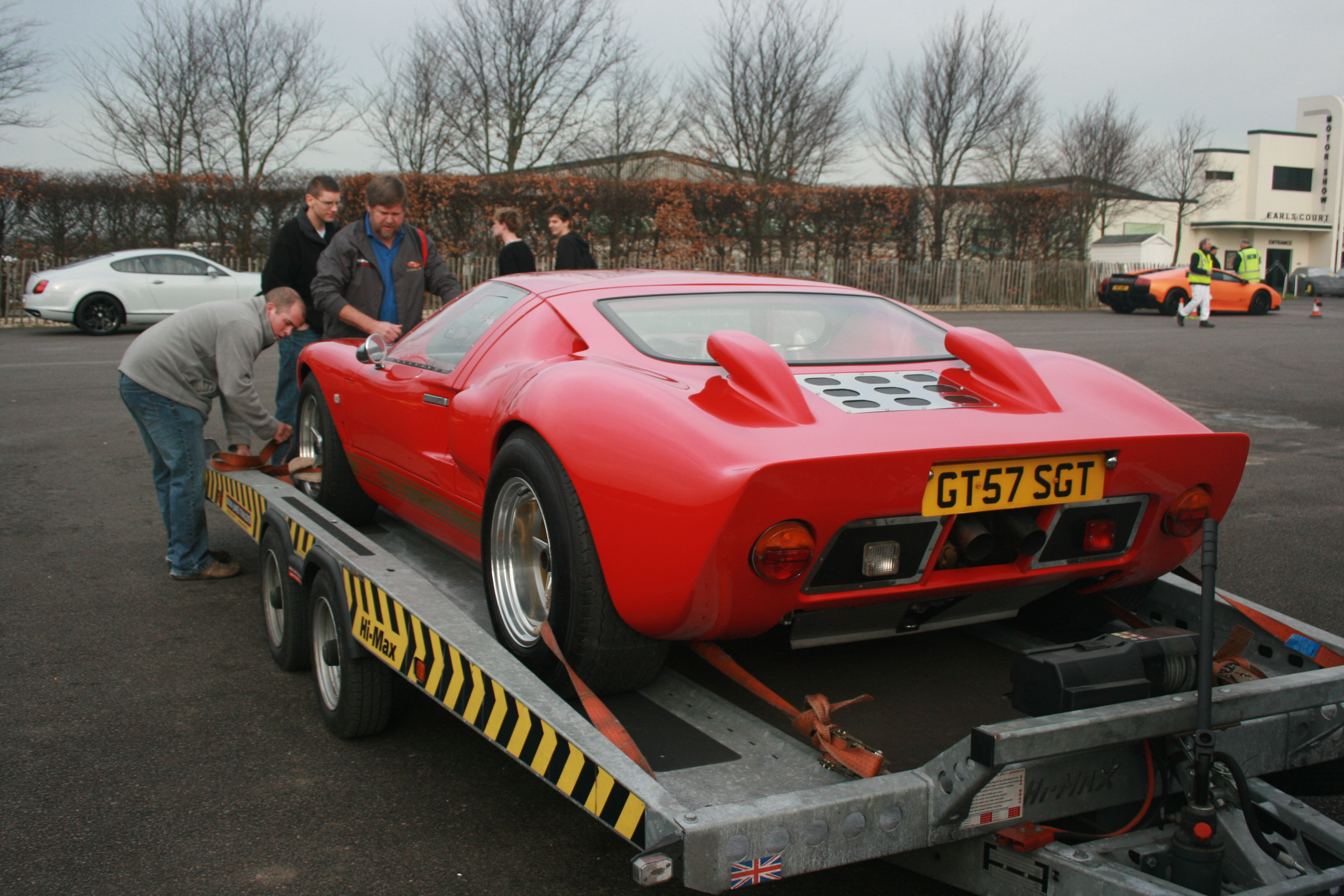
Southern GT

Southern GT Limited war ein britischer Hersteller von Automobilen.

## Unternehmensgeschichte
Michael James Sollis und Caroline Gillian Sollis gründeten am 30. November 2004 das Unternehmen in Winchester in der Grafschaft Hampshire. Sie begannen 2005 mit der Produktion von Automobilen und Kits. Der Markenname lautete Southern. Insgesamt entstanden alleine bis 2012 etwa sieben Exemplare.
Wie auch auf der Unternehmensseite sichtbar, wurde das Unternehmen 2021 an AK Sports Cars verkauft. Das Modell wird zukünftig als AK 40 angeboten.

## Fahrzeuge
Das einzige Modell war der GT. Dies war die Nachbildung des Ford GT 40.